# Richard Hogner
Per Gustaf Richard Hogner (uttalas [hɔŋner]), född den 15 februari 1852 i Stockholm, död den 20 oktober 1930 i Kungsholms församling i Stockholm, var en svensk läkare. Han var bror till Gudmar Hogner och Ernst Hogner samt far till Pierre Hogner, Nils Hogner och Elsa Hogner-Reuterswärd.
Hogner blev student vid Uppsala universitet 1871, medicine kandidat vid Karolinska institutet i Stockholm 1876, medicine licentiat där 1879 och medicine doktor 1884. Han var provinsialläkare i Nordmalings distrikt, Västerbottens län, 1879–1880, amanuens och 
underkirurg vid Serafimerlasarettet i Stockholm 1880–1881, lasarettsläkare i Ljungby, Kronobergs län, 1881–1882, provinsialläkare i Överkalix distrikt, Norrbottens län, 1882–1885 och i Nederkalix distrikt, samma län, 1885–1890, läkare vid Nordanskärs havskuranstalt, samma län, 1888 och 1889, provinsialläkare i Hässleholms distrikt, Kristianstads län, 1890–1894 samt praktiserande läkare i Boston, Nordamerika, från 1893. År 1929 återvände han till Sverige. Han var en flitig medicinsk författare, verksam bland annat som medarbetare i Hälsovännen. Hogner är begravd på Norra begravningsplatsen utanför Stockholm.
Hogner samlade in framför allt arkeologiskt material som han sedan förmedlade till Etnografiska museet i Stockholm.